# Папа Јован XVII
Папа Јован XVII (лат. Ioannes XVII; Рим - Рим, 12. децембар 1003) је био 140. папа од 22. маја 1003. до 6. децембра 1003.